# Senna candolleana
Espèce
Classification phylogénétique
Senna candolleana est une espèce de plantes à fleurs de la famille des Caesalpiniaceae selon la classification classique, ou de celle des Fabaceae, sous-famille des Caesalpinioideae selon la classification phylogénétique.

## Synonymes
- Cassia candolleana Vogel
- Cassia closiana Phil.
- Cassia emarginata Clos
- Cassia obtusa Clos
- Cassia quebracho Steud.